# 2MASS J15230657-2347526
2MASS J15230657-2347526 ist ein etwa 60 Lichtjahre von der Erde entfernter Brauner Zwerg im Sternbild Waage. Er wurde 2007 von Tim R. Kendall et al. entdeckt.
Er gehört der Spektralklasse L2,5 an. Seine Position verschiebt sich aufgrund seiner Eigenbewegung jährlich um 0,347 Bogensekunden.